# Поньгома (река)
По́ньгома (карел. Ponkama) — река в Кемском районе Карелии (Россия), впадает в Белое море.
Длина — 86 км, площадь водосборного бассейна — 1220 км². Исток реки — озеро Поньгома. Течёт на восток, протекает через озёра Номоозеро, Вокшозеро, Волина Ламбина, Большое Рогозеро, Малое Рогозеро. Впадает в губу Поньгома на Карельском берегу Белого моря. В устье расположена деревня Поньгома.
Река изобилует каменными выходами. Имеются пороги.
Питание снеговое и дождевое. Богата рыбой (окунь, щука, ряпушка, плотва, форель, горбуша, кумжа, корюшка).
Через реку по состоянию на 2016 год было три мостовых перехода — автомобильный (а/д «Кола», 2 полосы), железнодорожный (Октябрьская ж/д, 2 пути) и автомобильный мост в деревне Поньгома. На реке также встречаются остатки деревянных мостов.
| Средний расход воды (м³/с) реки Поньгомы по месяцам и за год с 1940 по 1988 гг. (замеры производились на гидрологическом посту в районе д. Поньгома, в 2,5 км от устья) |

## Бассейн

### Притоки
(расстояние от устья)
- 30 км: река Егут (пр)
  - Еловый
  - Чёрный
- 40 км: Ретинручей (пр)
- 67 км: река Кадиречка (пр)

### Озёра
- Поньгома (исток реки Поньгомы)
- Вуаръярви (соединяется с озером Поньгома)
- Левицкое (соединяется с озером Поньгома)'
- Топорное (соединяется с озером Левицким)
- Номоозеро (протекает Поньгома)
- Белая Ламбина (соединяется с ручьём Пенькерь)
- Пенькерьозеро (протекает ручей Пенькерь)
- Вокшозеро (протекает Поньгома)
- Малое Вокшозеро (соединяется с Вокшозером)
- Сухое (соединяется с Малым Вокшозером, впадает Кукшручей)
- Волина Ламбина (протекает Поньгома)
- Большое Рогозеро (протекает Поньгома)
- Малое Рогозеро (протекает Поньгома)
- Егут (протекает река Егут)

## Данные водного реестра
По данным государственного водного реестра России относится к Баренцево-Беломорскому бассейновому округу, водохозяйственный участок реки — реки бассейна Белого моря от западной границы бассейна реки Нива до северной границы бассейна реки Кемь, без реки Ковда. Речной бассейн реки — бассейны рек Кольского полуострова и Карелии, впадающих в Белое море.
Код водного объекта — 02020000712102000002407